# Gunnerales
Die Gunnerales sind eine kleine Ordnung innerhalb der Bedecktsamigen Pflanzen (Magnoliopsida). Sie umfasst zwei  morphologisch sehr unterschiedliche Familien, die keine äußerlich sichtbaren gemeinsamen Merkmale haben. Während die Gunneraceae riesige mesophytische krautige Pflanzen sind, sind die Myrothamnaceae verholzende, wechselfeuchte Wiederauferstehungspflanzen arider Gebiete.

## Systematik
Die Ordnung Gunnerales wurde 1992 durch Armen Tachtadschjan in James Lauritz Reveal: Novon, Volume 2, Issue 3, S. 239 aufgestellt.
Die Ordnung Gunnerales sind die basalste Gruppe der Kerneudikotyledonen und somit die Schwestergruppe aller übrigen Kerneudikotyledonen.
Die Ordnung Gunnerales umfasst zwei Familien, die jeweils nur eine Gattung umfassen, also monogenerisch sind:
- Gunneraceae: Es gibt nur eine Gattung:
  - Gunnera L.: Sie enthält 40 bis 63 Arten. Es handelt sich um teils riesige mesophytische krautige Pflanzen.
- Myrothamnaceae: Es gibt nur eine Gattung:
  - Myrothamnus Welw. (Syn.: Myosurandra Baill.). Es gibt nur zwei Arten in Afrika und auf Madagaskar. Es handelt sich um kleine Sträucher mit gegenständigen Blättern.